# Maupiti tengerilégykapó
A maupiti tengerilégykapó (Pomarea pomarea) a madarak (Aves) osztályának verébalakúak (Passeriformes) rendjébe, ezen belül a császárlégykapó-félék (Monarchidae) családjába tartozó kihalt faj.

## Előfordulása
A maupiti tengerilégykapó Francia Polinézia egyik endemikus madara volt. Ezt a fajt, csak a holotípusnak köszönhetően ismerünk. Ezt a példányt a Társaság-szigetekhez tartozó Maupiti nevű szigeten gyűjtötték be.

## Életmódja és kihalása
Mivel e szigeten nem voltak szárazföldi ragadozók, a maupiti tengerilégykapó valószínűleg az erdők talaján mozgott. Élőhelyének mindegyik részét meghódította, azonban az ember által behurcolt ragadozókkal és patkányokkal szemben védtelen volt. Felfedezése óta egy élő példány sem került elő többé.

## Fordítás
- Ez a szócikk részben vagy egészben  a   Maupiti Monarch című angol Wikipédia-szócikk ezen változatának fordításán alapul.  Az eredeti cikk szerkesztőit annak laptörténete sorolja fel. Ez a jelzés csupán a megfogalmazás eredetét és a szerzői jogokat jelzi, nem szolgál a cikkben szereplő információk forrásmegjelöléseként.